# Gigondas
Gigondas is een gemeente in het Franse departement Vaucluse (regio Provence-Alpes-Côte d'Azur) en telt 590 inwoners (2004). De plaats maakt deel uit van het arrondissement Carpentras.

## Geografie
De oppervlakte van Gigondas bedraagt 26,6 km², de bevolkingsdichtheid is 22,2 inwoners per km².
De onderstaande kaart toont de ligging van Gigondas met de belangrijkste infrastructuur en aangrenzende gemeenten.

## Demografie
Onderstaande figuur toont het verloop van het inwonertal (bron: INSEE-tellingen).